# Protocolo n.º 8 a la Convención Europea de Derechos Humanos
El Protocolo n.º 8 a la Convención Europea de Derechos Humanos es un protocolo adicional a la citada Convención o Convenio, elaborado en el ámbito del Consejo de Europa y abierto a todos los Estados miembros del Consejo que hayan ratificado la Convención. Fue aprobado el 19 de marzo de 1985 y entró en vigor el 1 de enero de 1990, tras ser ratificado por todos los estados signatarios de la Convención.
El Protocolo n.º 8 modificó varios artículos de la Convención para realizar determinados cambios tanto en la entonces existente Comisión Europea de los Derechos Humanos como en el Tribunal Europeo de Derechos Humanos.
Puesto que el éxito de la Convención había impuesto una gran carga de trabajo a la Comisión debido al creciente número de demandas presentadas, el protocolo posibilitó que la Comisión trabajara no sólo en pleno, sino también en salas compuestas por siete miembros y en comités de tres miembros, a fin de agilizar la tramitación de las demandas más fácilmente rechazables. También afianzó la independencia de los miembros de la Comisión y permitió adoptar por mayoría cualificada decisiones que antes requerían unanimidad, así como tomar otras por mayoría.
También introdujo modificaciones respecto al Tribunal, ampliando el número de jueces que lo integraban y permitiendo que eligiera un presidente y hasta dos vicepresidentes.
Dada la naturaleza del Protocolo n.º 8, tuvo que ser ratificado por todos los estados signatarios del Convenio antes de entrar en vigor. Después de esta, los Estados que han ratificado la Convención lo han hecho con su redacción modificada conforme a los términos de este protocolo.
Las disposiciones añadidas o reformadas por el Protocolo n.º 8 fueron sustituidas posteriormente por el Protocolo n.º 11, que efectuó una reforma en profundidad del Convenio para, entre otras cosas, suprimir la Comisión.